# Dancing (Kylie Minogue-dal)
A Dancing című dal az ausztrál énekes-dalszerző Kylie Minogue 2018. január 19-én megjelent kislemeze 14. Golden című stúdióalbumáról. A dal az album vezető kislemezeként jelent meg, melyet Minogue mellett Steve McEwan és Nathan Chapman írt. A produceri munkálatokat Sky Adams végezte. Ez volt az énekesnő első anyaga a BMG kianál, és a Liberatorral, miután két évvel korábban szerződést kötött a brit Parlophone kiadóval. Zeneileg a "Dancing" eltér a megszokott elektronikus dance hangzástól, és a country pop stílushoz kötődik elektronikus dance-pop elemekkel tarkítva. A dalszöveg a szórakozásról az élet élvezetéről szól, amíg a halál és az idő beépül a dal témái közé.
A "Dancing" több elismerést kapott a zenekritikusoktól, akik közül sokat dicsérték a dal produkcióját, és a dalszöveg minőségét. Az anyaalbumon való megjelenésekor bizonyos kritikusok kiemelt helyen említették a dalt. Kereskedelmi szempontból a dal az első 20 között jutott be olyan országokba, mint Spanyolország, Skócia, Magyarország, és Lengyelország. Ez lett az énekesnő 51. legjobb Top 40-es dala a brit kislemezlistán és a 14. első helyezett az US Dance Club Songs listán. Ezen túlmenően, annak ellenére, hogy egy hétig volt Top 50-es helyezett Ausztráliában, a "Dancing" arany minősítést kapott az Ausztrál Hanglemezipari Szövetségtől, illetve arany minősítést a brit Hanglemezipari Szövetségtől, ami a 35.000 illetve a 200.000 eladott példányszámot jelenti.
A Sophie Muller által rendezett klipben Minogue táncol és énekes különböző hátterek előtt, melyeket a country, és a nyugati kultúra ihletett. Például Dolly Parton munkássága, és a halál körül forgó motívumok és képek is megjelennek a klipben. A dal népszerűsítésére Minogue előadta a dalt a Golden Tour turnékörútján, valamint számos koncerten és showműsorban is, többek között az Ant & Dec's Saturday Night Takeaway című műsorban, a Sport Relief-ben, és az Echo Music Prize-n Németországban, valamint amikor a Radio 2 Live főszereplője volt a Hyde Parkban.

## Előzmények és összetétel
2016-ban Minogue kiadta utolsó stúdióalbumát, a Parlophone lemezkiadónál, a Kylie Christmas: Snow Queen Edition címűt, majd a kiadótól való távozása után új lemezszerződést írt alá a BMG Rights Managementtel, amely nemzetközi szinten fogja kiadni hamarosan megjelenő albumát. 2017 decemberében Minogue és a BMG közös megállapodást kötött a Mushroom Music Label-szel, a Liberator Music alosztály alatt, hogy kiadja új albumát Ausztráliában, és Új-Zélandon. Egész évben Minogue dalszövegírókkal, és producerekkel dolgozott 14. stúdióalbumán, köztük Amy Wadge-al, Sky Adams-szel, DJ Fresh-sel, Nathan Chapmannel, valamint korábbi munkatársaival, Richard Stannarddal, a The Invisible Man-nel, és Karen Poole-val. A "Dancing" egyike volt a Tenesse állambeli Nashville-ben írt, és rögzített daloknak, ahol úgy érezte, hogy a helyszín "mélyreható" hatással volt rá. A dalt Minogue mellett McEwan és Chapman írta, a produceri munkálatokat Adams végezte. Minogue az Instagramot használta fel a kislemez történetének megvitatására, mondván, hogy a szám az élet "akadályainak" leküzdéséről szól, tánccal és jókedvvel fűszerezve.
A "Dancing" 2 perc 58 másodperc hosszúságú dal. A zenekritikusok "country/elektropop" stílusúként írták le a számot. Mark Lindores (Classic Pop) a dal felépítését Minogue 2002-es Fever albumának "Burning Up" című dalához hasonlította. A Rolling Stone magazinnak írt Daniel Kreps megjegyezte, hogy Minogue nashville-i munkája "nyilvánvaló" volt a kislemezen, jól példázva az akusztikus gitár ujjlenyomatát a dalban, és egy kis csapást a dal elején. Hasonlóképpen vélekedett Nick Reilly is az NME-töl, aki felfigyelt Minogue "valószínűtlen előretörésére" a country zenében, de dicsérte a dal "hatalmas popkórusává" való továbbfejlődését is. A Noisey szerkesztője, Laure O'Neill elektronikus zenei elemeket talált a dalban. Ezenkívül a dal hangzását a mai elektronikus tánczene újításához hasonlította – Minogue korábbi kisérletei mellett – , és úgy érezte, hogy Minogue ajánlata "sikeresebb"-nek bizonyult, mint más popsztárok. A Spin munkatársa a Young Thug "You Said" című countryrap kísérletének 40 legjobb változataként írta le, bár megjegyezték, hogy inkább ez a "gyökeres tánc" hibridje volt. Minogue az ausztrál Herald Sun-nak adott interjúban kommentálta a dal produkcióját, és teljes formáját:
"Megvan benned a lírai véna, és a country hangulat, melyet keversz némi mintavétellel a hangból és elektronikus elemekből. Én szeretem, hogy "Dancing"-nak hívják, mert azonnal érthető, és látszólag is az. Nyilvánvaló, de van mélység a dalban"

## Megjelenés
A "Dancing" 2018. január 19-én jelent meg a BMG és Liberator Music 14. Golden vezető kislemezeként. Ez volt az énekesnő első anyaga a BMG-nél, és a Liberatornál, miután két évvel korábban lejárt a szerződése a brit Parlophone kiadónál. Egy 7 inches kislemez jelent meg elősegítve az alapalbum megjelenését, mely magában foglalta a "Rollin'" című B oldali dalt is, mely bónuszként jelent meg az album deluxe kiadásában. Ausztráliában és Új Zélandon az éves Mardi Gras Fair Day alkalmából egy limitált kiadású CD-t osztottak szét, amely az album standard verzióját, és egy pólót tartalmazott.
2018 februárjában és márciusban Minogue cége, a Darenote terjesztette a "Dancing" digitális remixeit, melyekben az Initial Talk, Illyus & Barrientos, Anton Power és Dimmi munkái szerepeltek. Powers verziója a rádiós és extended változatot is tartalmazta. Ezenkívül Minogue az első három kislemez kiadásait egybecsomagolva egy formátumban közzétette honlapján. Dimmi remixét csak Franciaországban mutatták be az iTuneson keresztül. A borító a standard kép újraszínezett változata volt, amely Minogue promóciós felvétele volt a Golden fotózás során.

## Kritikák
.

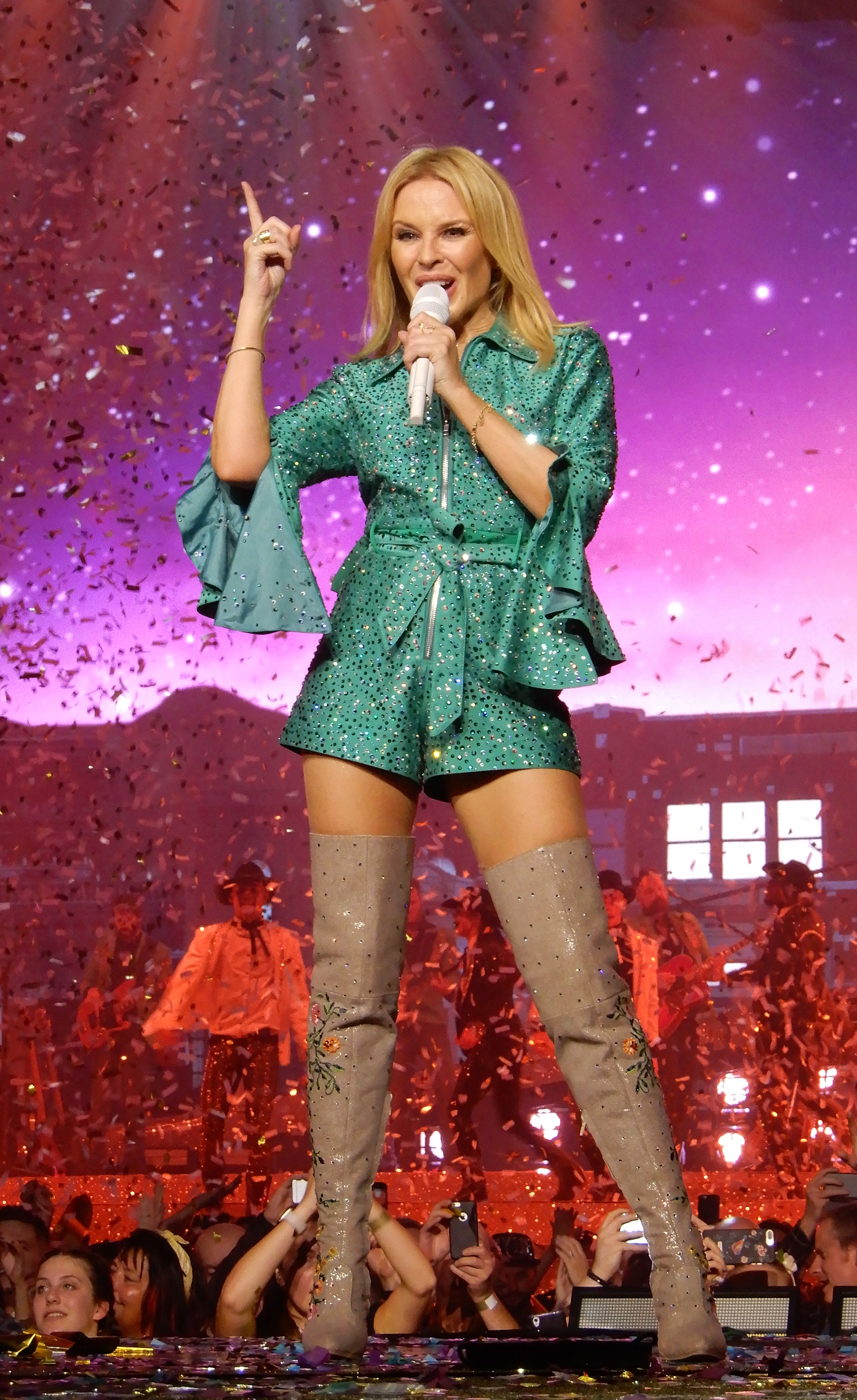
Minogue előadja utolsó dalként a "Dancing"-et a Golden Tour turnén

A "Dancing" kritikai elismerést kapott a zenekritikusoktól. Joey Nolfi az Entertainment Weekly-től így kommentálta: "Üdvözöljük az énekes-dalszerző formába való visszatérését", és úgy vélte, hogy az Impossible Princess 1997-es albuma óta ez a legfrissebb munkája. Sam Damshenas a Gay Times-nál szintén egyetértett, és "country-pop banernek" nevezte a dalt, amely a "jövőbeni Kylie klasszikusává válhat". Matt Bagwell a The Huffington Postnak írva azt mondta, Kylie karrierjének 10 pillanatát definiálta, amikor "újradefiniálta" a popzenét, és ezek közé sorolta a Goldent, és a "Dancing"-et is, melyet az eddigi legmeglepőbb anyagának nevete, dicsérve a dalszerzést, mely mélyebb volt a korábbiaknál. Daniel Kreps a Rolling Stone-tól "eufórikusnak" nevezte, míg az Idolator írója, Mike Wass "aranyos country-pop hibridnek nevezte, azonnal dúdolható dallammal". Hannah J.David a The Guardian-tól a svéd énekesnő Robyn "Dancing on My Own" című dalához hasonlította, és úgy gondolta, hogy "ez az egyik olyan dal, amely totális bop, de néhány merlot után magzati pózba taszíthat".
Az Express.co.uk munkatársa, Shaun Kitchener, aki korábbi zenéinél sokkal "puhábbnak" írt le, úgy vélte, hogy a produkció még mindig összetéveszthetetlenül Kylie-s volt, és úgy vélte, hogy a refrén kielégíti hűséges rajongótáborát. Bár a MuuMuse-os Bradley Stern is elismerte, hoy nem az volt a dal, amit "elvártak" de arra a következtetésre jutott, hogy a "Dancing" egy tökéletesen jó első lépés ebbe a merész új korszakba, és egy biztosíték arra, hogy továbbra is azt fogja tenni, amit a legjobban tud. Cameron Adams (The Northen Star] úgy gondolta, hogy a dal hangzása megosztja a rajongókat, de a vonzerejét az "Impossible Princess" munkáihoz hasonlította, amely hasonló hatást keltett. Ennek ellenére Adams azt mondta, hogy a "Dancing" egy okos első kislemez, mivel ez az egyik leghagyományosabb Kylie pillanat a Goldenen.
A "Golden" megjelenése után a "Dancing" az album egyik csúcspontjaként lett kiválasztva. Tim Sendra az AllMusic-tól ezt választotta ki az albumról, kimagasló dalnak, és dicsérte Minogue azon képességét, hogy a kortárs pop és countryzenét egyaránt megragadta. Ian Gormely az Exclai9mből hasonló véleményt alkotott, és kijelentette, hogy "nagyszerű kiegészítője a Kylie szingli fülférgek arzenáljának". A Pitchfork szerkesztője, Ben Cardew úgy vélte, hogy az olyan dalok, mint a "Dancing" hűek maradnak Minogue dance-pop stílusához, melyet valódi ragyogásnak nevezett. Sőt, dicsérte a dal "vicces egysoros refrénjét, ami tökéletesen összefoglalja, hogy egy nagyszerű popdal dacolhat a halandósággal. Marky Kennedy a The Washington Posttól szintén dicsérte a dalszerzői képességeit, és Dolly Parton-szerűnek nevezte azt.

## Kereskedelmi sikerek
A "Dancing" a 7. helyen debütált az Új-Zélandi Heatseeker kislemezlistán. Ez lett az énekesnő első kislemeze, mely felkerült a régióban a listára a 2012-es Timebomb óta, mely a 33. helyet érte el az ország Top 40-es listáján. Minogue szülőhazájában, Ausztráliában a dal a 46. delyen debütált az Into the Blue-val holtversenyben, amely a legalacsonyabb listán szereplő kislemeze volt az országban. Ezenkívül a 8. helyet érte el a régió tánclistáján. A kislemez alacsony helyezése ellenére a "Dancing" arany minősítést kapott a 35.000 eladott példányszám alapján. Az Egyesült Királyságban a "Dancing" a 47. helyen nyitott a brit kislemezlistán, majd a következő héten kiesett a listáról. Miután a dal videoklipje megjelent, újra a 93. helyre került, majd két hét után újra kiesett a listáról. A dal élő televíziós előadása után a dal újra felkerült az 50. helyre, és egy hétig maradt slágerlistás helyezés a 61. helyen. Később a Golden megjelenése után a 38. helyen érte el a csúcsot, és ezzel az 54. legjobb Top 40-es slágerré vált. Sőt, az 5. helyen debütált a brit Indie listán, és az 1. helyet érte el a Vinyl Singles listán, valamint 15. lett a hivatalos kislemez eladási listán. A skót kislemezlistán a 10. helyet sikerült elérnie.
Belgiumban a Wallonia Ultratip listán a 46. helyen indított, majd öt héttel később a 14. helyen érte el a csúcsot. A Flanders Ultratip listán a 44. helyen szerepelt a dal, ami az utolsó helyezés volt ezen a listán. Finnországban, és Svédországban az 5. helyezést érte el a Digital Songs slágerlistán, amelyet a Billboard biztosított. A kislemez németországi élő promóciója miatt sikerült bekerülni e a kislemezlistájukra, a 98. helyre, mely Minogue első fellépése az "Into the Blue" óta. A dal később a 71. helyen érte el a csúcsot. Ezenkívül a "Dancing" számos rádiós slágerlistán szerepelt Európa-szerte, köztük Magyarországon a 17. Lengyelországban pedig a 19. helyen. Az Egyesült Államokban a kislemez az 53. helyen debütált a Dance Club Songs listán, majd tizenegy hét után az 1. helyezést érte el a dal. Ez az énekesnő 14. első helyezést elért dala ezen a listán.

## Videoklip
Minogue a "Dancing" hivatalos hanganyagát a megjelenése napján töltötte fel a YouTube csatornájára. A csak hangot tartalmazó videó a kislemez grafikáját tartalmazta, amelyből egy tehenészlány látható, ahogy a színpad előtt ülve hátradől.
A "Dancing" klipjét február 1-én mutatták be, a dátumot megerősítő kulisszatitkot követően. A Sophie Muller által rendezett country ihletésű videó tisztelgés volt minden olyan énekes előtt, mint Dolly Parton, valamint visszatérés Minogue korábbi koreográfiáján alapuló videóihoz. Minogue azt mondta a Rolling Stone magazinnak: "Mindig is azt hittem, hogy gyorsan megtanulom a tánclépéseket, azonban a végén táncolnom kellett Grim Reaperreal, de akkorra már elsajátítottam a lépéseket. És ha ez nem a vicces allegóriája az életnek, akkor nem tudom mi az".

## Élő előadások
Minogue 2018. február 24-én adta elő először a dalt az Ant & Dec szombat esti Takeaway című műsorában. A dal 2018 márciusában felkerült a Kylie Presents Golden koncertek szettlistájára. Március 23-án Minogue előadta a dalt a Sport Relief-en. 2018. március 12-én Minogue élőben adta elő a dalt a German Echo Music Prize ideje alatt, valamint a Late Nite with Seth Meyers epizódban 2018. április 25-én. Ez volt a dal debütáló előadása az amerikai televízióban. Két nappal később a Good Morning America műsorban hangzott el a dal. 2018. április 30-án pedig a James Gorden Late Night Showműsorban csendült fel a dal.
Minogue előadta a "Dancing"-et a Radio 2 Live című sorozatának részeként a Hyde Parkban. A Golden Tour turnésorozatot a "Dancing"-vel zárta, ahol kékeszöld ruhát viselt, szürke színű hímzett combcsizmával.

## Formátumok és számlista
| - CD single & digitális letöltés 1. "Dancing" – 2:58 - 7" kislemez 1. "Dancing" – 2:58 2. "Rollin'" – 3:32 - Digital EP 1. "Dancing" – 2:59 2. "Dancing" (Anton Powers edit) – 3:04 3. "Dancing" (Illyus & Barrientos remix) – 5:41 4. "Dancing" (Initial Talk remix) – 3:44 | - Digitális letöltés – Initial Talk remix 1. "Dancing" (Initial Talk remix) – 3:43 - Digitális letöltés – Illyus & Barrientos remix 1. "Dancing" (Illyus & Barrientos Remix) – 5:41 - Digitális letöltés – Anton Powers remix 1. "Dancing" (Anton Powers remix) – 5:06 2. "Dancing" (Anton Powers edit) – 3:04 - Digitális letöltés – DIMMI remix 1. "Dancing" (DIMMI Remix) – 3:02 |

## Slágerlista
| Slágerlista (2018)                        | Legjobb helyezések |
| ----------------------------------------- | ------------------ |
| Ausztrália (ARIA)                         | 46                 |
| Australia Dance (ARIA)                    | 8                  |
| Australian Independent Singles (AIR)      | 1                  |
| Belgium (Ultratip Flanders)               | 44                 |
| Belgium (Ultratip Wallonia)               | 14                 |
| Croatia (HRT)                             | 30                 |
| Denmark Airplay (Tracklisten)             | 12                 |
| Ecuador (National-Report)                 | 54                 |
| Finland Digital Songs (Billboard)         | 5                  |
| Németország (Media Control Charts)        | 71                 |
| Magyarország (Single Top 40)              | 17                 |
| New Zealand Heatseekers (RMNZ)            | 7                  |
| Lengyelország (Polish Airplay Top 20)     | 19                 |
| Skócia (Scottish Singles Top 40)          | 10                 |
| Szlovákia (Radio Top 100)                 | 56                 |
| Spain Physical/Digital Songs (PROMUSICAE) | 9                  |
| Sweden Digital Songs (Billboard)          | 5                  |
| Egyesült Királyság (UK Singles Chart)     | 38                 |
| Egyesült Királyság (UK Indie Chart)       | 5                  |
| US Hot Dance Club Songs (Billboard)       | 1                  |

| Slágerlista (2018)                  | Helyezés |
| ----------------------------------- | -------- |
| US Hot Dance Club Songs (Billboard) | 37       |

## Minősítések
| Régió                                                            | Minősítés | Eladott példányszám |
| ---------------------------------------------------------------- | --------- | ------------------- |
| Ausztrália (ARIA)                                                | arany     | 35 000‡             |
| Egyesült Királyság (BPI)                                         | ezüst     | 200,000             |
| ‡ Eladási+streaming példányszámok kizárólag a minősítés alapján. |           |                     |

## Megjelenések
| Ország             | Dátum             | Formátum                     | Label         | Ref.          |
| ------------------ | ----------------- | ---------------------------- | ------------- | ------------- |
| Különböző          | 2018. január 19.  | Digitális letöltés streaming | Darenote BMG  | [ 67 ]        |
| Ausztrália         | 2018. január 19.  | Contemporary hit radio       | Liberator BMG | [ 68 ]        |
| Olaszország        | 2018. január 19.  | Contemporary hit radio       | BMG           | [ 69 ]        |
| Egyesült Királyság | 2018. január 19.  | Contemporary hit radio       | BMG           | [ 70 ]        |
| Különböző          | 2018. február 23. | (Initial Talk remix)         | Darenote BMG  | [ 43 ] [ 71 ] |
| Különböző          | 2018. március 2.  | (Illyus & Barrientos remix)  | Darenote BMG  | [ 44 ] [ 72 ] |
| Különböző          | 2018. március 9.  | (Anton Powers remix)         | Darenote BMG  | [ 45 ] [ 73 ] |
| Németország        | 2018. április 6.  | 7"                           | Darenote BMG  | [ 74 ]        |
| Egyesült Államok   | 2018. április 6.  | 7"                           | Darenote BMG  |               |